# Ernest Gagnon (écrivain)
Pour les articles homonymes, voir Ernest Gagnon et Gagnon.
Œuvres principales
- L'homme d'ici (1952)

Ernest Gagnon, né en 1905 à Saint-Hyacinthe et mort en 1978, est un écrivain, prêtre et professeur québécois.

## Biographie
Né à Saint-Hyacinthe en 1905, a fait ses études classiques au Séminaire de Saint-Hyacinthe. Il entre en 1926 chez les jésuites et est ordonné prêtre en 1940. Il obtient une licence en lettres de l'Université de Montréal. De 1933 à 1936, il est professeur au Collège Garnier, puis au Collège Sainte-Marie et au Collège de Sault-au-Récollet. Il est professeur à la faculté des lettres de l'Université de Montréal de 1948 à 1967, où il conçoit le cours en création littéraire. Ernest Gagnon a collaboré à de nombreuses revues dont Cahiers de Sainte-Marie, Collège et Famille, Le Devoir, Esprit et Relations. En 1940, il commence une collection d'objets d'art sacré, dont il fait un musée d'art sacré des arts africains et océaniens. Il le lègue en 1975 au Musée des beaux-arts de Montréal, où il a également enseigné.

## Œuvres

### Romans, contes et récits
- L'homme d'ici (1952)